# Achenio

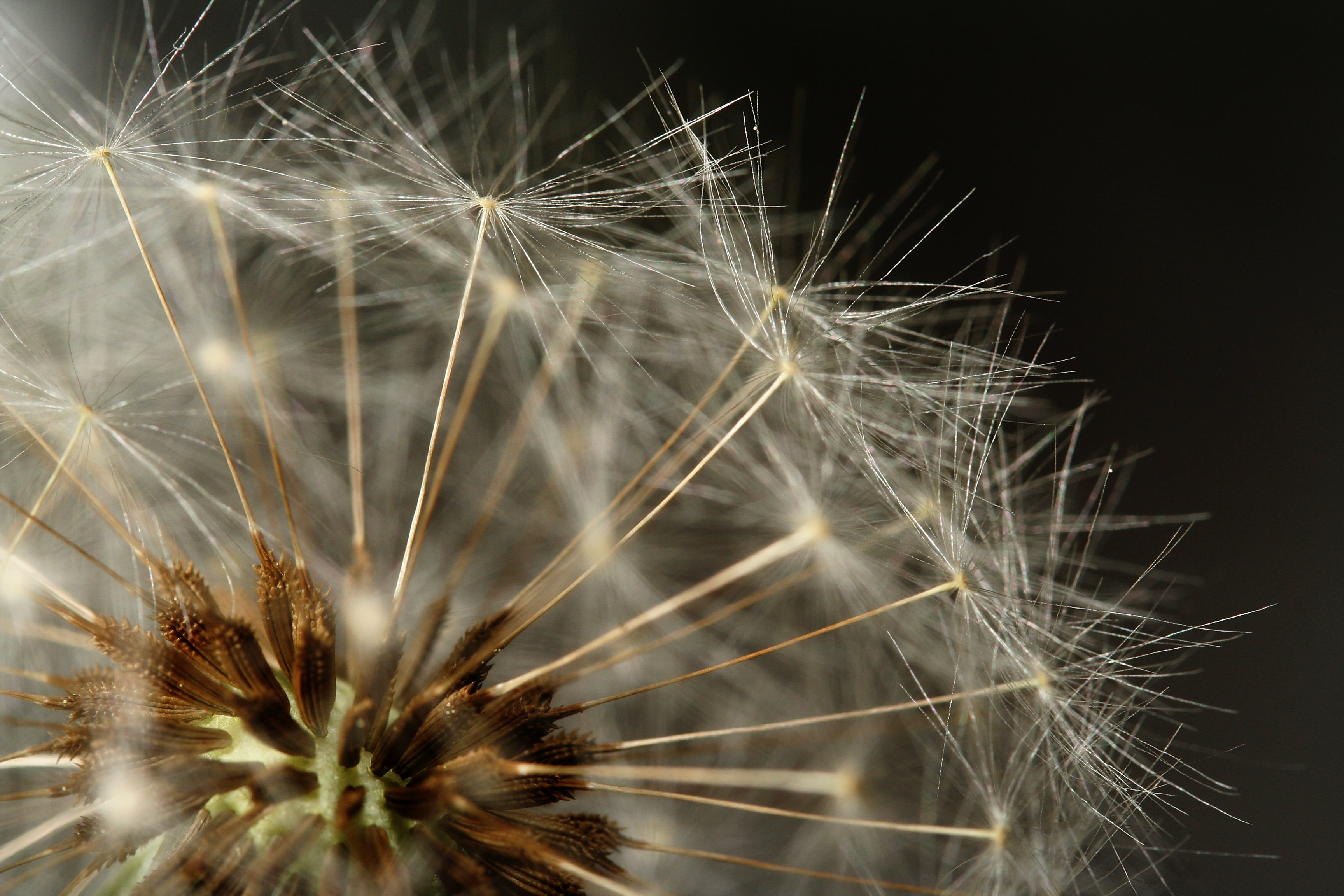
Dettaglio dell'infruttescenza del Tarassaco. Si notano gli acheni dotati di pappo.

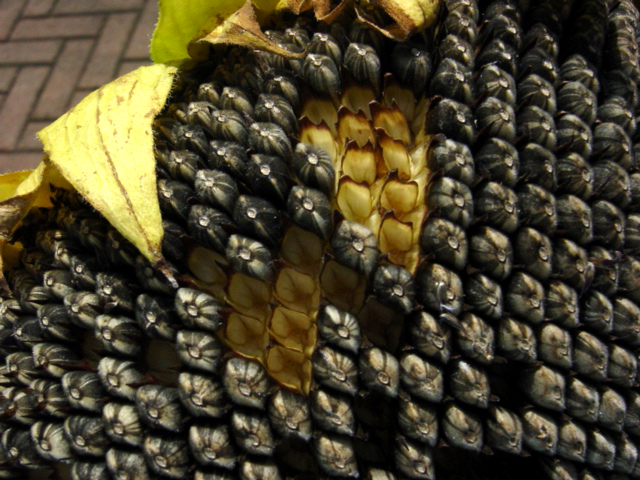
Acheni di girasole

Un achenio è un frutto secco con un pericarpo più o meno indurito (talvolta anche legnoso) e che contiene un unico seme che è distinto dal pericarpo stesso. 
Il frutto è detto indeiscente in quanto a maturazione il seme non ne fuoriesce.
Alcuni acheni dispongono di caratteristiche che ne facilitano la disseminazione, come il pappo, una sorta di ciuffo di pelugine a un'estremità del seme (un esempio è il tarassaco), oppure la samara, in cui il pericarpo, espandendosi, forma una sorta di ala semplice (come nel caso del frassino) o doppia (come negli aceri). Questi sono un tipo di acheni muniti di espansioni (ali) che ne facilitano la dispersione anemocora.
Anche il girasole produce frutti secchi indeiscenti.